# Fleischer Studios
Fleischer Studios, Inc., var ett amerikanskt bolag som i sitt ursprung var en animationsstudio förlagd på 1600 Broadway i New York. Det grundades 1921 som Inkwell Studios (eller Out of the Inkwell Films) av bröderna Max Fleischer och Dave Fleischer som drev företaget från starten fram till att Paramount Pictures, studions moderbolag och distributör av deras filmer, tvingade dem att avgå i april 1942. Under sin storhetstid var de Walt Disney Productions största konkurrent och bolaget är känt för att ha filmatiserat tecknade serier som Ko-Ko the Clown, Betty Boop, Bimbo, Karl-Alfred och Stålmannen. Till skillnad från andra studios, vars mest kända karaktärer var antropomorfa djur, var Fleischers mest populära karaktärer människor.

## Fleischer Studios idag
Idag är Fleischer Studios verksamt genom att sköta rättigheterna till Betty Boop, Ko-Ko the Clown, Bimbo och Grampy. Företaget leds av Max sonson Mark Fleischer.

## Filmografi

### Kortfilmsserier
- Out of the Inkwell (1921-1926)
- Fun from the Press (1923)
- Song Car-Tunes (1924-1926)
- Inklings (1926)
- Inkwell Imps (1927-1929)
- Screen Songs (1929-1938)
- Talkartoons (1929-1932)
- Betty Boop (1932-1939)
- Karl-Alfred (1933-1942)
- Color Classics (1934-1941)
- Animated Antics (1940-1941)
- Stone Age Cartoons (1940)
- Gabby (1940-1941)
- Stålmannen (1941-1942)

### Kortfilmer
- Darwin's Theory of Evolution (1923)
- The Einstein Theory of Relativity (1923)
- Raggedy Ann and Raggedy Andy (1941)
- The Raven (1942)

### Långfilmer
- Gullivers resor (1939)
- Hoppe kommer till stan (1941)